# Emiliano Fabbricatore
Emiliano Fabbricatore OSBI (* 12. August 1938 in Santa Sofia d’Epiro, Provinz Cosenza, Italien; † 6. Januar 2019) war ein italienischer Ordensgeistlicher, Generaloberer der italienischen Kongregation der Basilianermönche und Archimandrit der italo-byzantinischen Territorialabtei Santa Maria di Grottaferrata (Abtei von San Nilo).

## Leben
Geboren und aufgewachsen in Santa Sofia d’Epiro in Kalabrien, trat er am 1. Dezember 1953 in ein Kloster ein. Am 22. September 1956 schloss er sich der Abtei in Grottaferrata an und absolvierte ab dem 10. November 1958 sein Noviziat. Am 11. November 1961 folgte die Heilige Profess und am 20. November 1965 die Diakonenweihe. Mit neunundzwanzig Jahren, am 13. August 1967, wurde Fabbricatore in Grottaferrata zum Priester geweiht.
Im Alter von einundsechzig Jahren erfolgte am 31. Januar 2000 die Ernennung zum Abt von Santa Maria di Grottaferrata, auch bezeichnet als Archimandrit der Abtei von San Nilo. Am 4. November 2013 nahm Papst Franziskus seinen altersbedingten Rücktritt an. Zugleich nahm Franziskus auch das Rücktrittsgesuch vom Amt des Generaloberen der italienischen Basilianerkongregation an.
Abt Emiliano Fabbricatore war in der „Kommission für den Dialog und die Ökumene“ der Italienischen Bischofskonferenz tätig, zudem konsultatorisch in der Ostkirchenkongregation und im Päpstlichen Rat zur Förderung der Einheit der Christen.